# Thủ Đức
Thành Phố Thủ Đức est une ville administrée par la ville-province (thành phố thuộc TPTTTW) de Hô Chi Minh, dans la région du Sud-Est du Vietnam. La ville a été fondée en décembre 2020 à partir de 3 arrondissements de Ho Chi Minh-Ville (2e arrondissement, 9e arrondissement et arrondissement de Thủ Đức,,,.
Sa superficie totale est de 211,56 km2 pour une population de 1 013 795 habitant.

## Présentation
Thành Phố Thủ Đức a une superficie de 211,56 km2. 